# Ятрань (жіночий футбольний клуб)
ЖФК «Ятрань» — український жіночий футбольний клуб з Уманського району Черкаської області, заснований у 2008 році. Базується в селі Берестівець. 

## Колишні назви
- «Ятрань» (Умань)
- «Ятрань-Уманьферммаш»
- «Ятрань-Базис»
- «Ятрань-Берестівець»

## Історія клубу
Першим тренером команди «Ятрань» став Володимир Пею. Дебют команди у чемпіонаті України відбувся в 2008 році. Перша офіційна гра проходила у Донецьку проти місцевої «Доннечанки-ЦПОР» та закінчилася  мінімальною перемогою «Ятрані» з рахунком —  1:0. Єдиний гол в матчі та перший для команди у офіційних змаганнях забила Юлія Стець. Загалом в тому дебютному для себе чемпіонаті України з футболу серед жінок 2008 року команда завершила турнір на восьмому місці. З 2009 по 2011 рік «Ятрань» тричі поспіль посідав в вищій лізі шосте місце, а у 2012 році команда тимчасово припинила участь у чемпіонатах України.
У 2013 році, вперше після тривалої паузи, в України була відновлена перша ліга. В тому ж році клуб з Умані вже під новою назвою «Ятрань»-Уманьферммаш» розпочав своє відновлення у українському жіночому футболі. 
28 жовтня 2013 року відбувся фінальний матч, в якому «Ятрань-Уманьферммаш» поступився моршинському «Медику» лише в серії післяматчевих пенальті та здобув срібні медалі першої ліги. 
У 2014-му році «Ятрань-Базис» виступав вже знову у вищий лізі. Під керівництвом Володимира Пею команда посіла 4 місце у чемпіонаті України з футболу серед жінок 2014, а для бронзових нагород їм тоді не вистачило лише 2 очки. 
У 2016 та 2017 році «Ятрань-Базис» знову займав четверті місця. До команди в ті часи долучилася велика кількість гравчинь з «Доннечанки-ЦПОР», команда яких припинила виступи через бойові дії на сході України. У сезоні 2017/2018 років «Ятрань-Базис» зайняли чергове четверте місце, але від третього місця її відділяло вже лише 1 очко.
Домашні матчі «Ятрань-Базис» приймала переважно на Центральному районному стадіоні в селі Паланка. Але з 2019 року клуб переїхав до села Берестівець та всі домашні матчі почав грати на стадіоні «Максимус».
Перед сезоном 2020/2021 років було офіційно призначено новим головним тренером команди Володимира Володимировича Щербину. Але у серпні 2020 року керівництво клубу повідомило про те, що команда знову припиняє свої виступи в чемпіонаті.

## Досягнення
- Перша ліга

 Срібний призер: 2013